# Rosa marginata
Rosa marginata es una especie de planta del género Rosa, de la familia Rosaceae.

## Taxonomía
Rosa marginata fue descrita por Wallr. en 1815.

## Distribución
Se encuentra en el territorio de Europa hasta el Cáucaso.